# DRK Kliniken Berlin
Die DRK Kliniken Berlin sind ein Zusammenschluss von vier Berliner Krankenhäusern, einem Pflegeheim und einem Hospiz. Gesellschafter ist die DRK-Schwesternschaft Berlin. Die Kliniken beschäftigen rund 3.400 Mitarbeiter und behandeln jährlich ca. 200.000 Patienten ambulant (etwa 160.000) und stationär (etwa 40.000). Jährlich finden mehr als 3.800 Geburten statt. Der Jahresumsatz liegt bei rund 220 Mio. Euro (Stand: August 2017).

## Geschichte

### Von 1875 bis 1975
Der Ursprung der DRK Kliniken Berlin geht zurück auf den 1875 von der schlesischen Gräfin Hedwig von Rittberg gründeten Hilfsschwestern-Verein, den später nach ihr benannten Verein Schwesternschaft Rittberghaus.
Im Jahr 1898 gliederte sich die Schwesternschaft Rittberghaus vom DRK e. V. dem Deutschen Roten Kreuz an.
Im Jahr 1919 erwarb die Rittberg-Schwesternschaft ihr erstes Krankenhaus: das ehemalige Homöopathische Krankenhaus in Berlin-Lichterfelde, welches als Rittberg-Krankenhaus weitergeführt wurde.
Im Jahr 1975 vereinigten sich vier Berliner Schwesternschaften zur DRK-Schwesternschaft Berlin e. V. Mit der Gründung der Deutsches Rotes Kreuz Schwesternschaft Berlin Gemeinnützige Krankenhaus GmbH wurde der Grundstein für die Einrichtungen der DRK-Schwesternschaft Berlin gelegt. Drei Krankenhäuser zählten dazu: das Rittberg-Krankenhaus vom Roten Kreuz einschließlich der Rittberg-Kinderklinik, das DRK-Krankenhaus Jungfernheide und das DRK-Krankenhaus Mark Brandenburg mit seinen Standorten Drontheimer Straße und Mariendorf. Im Gründungsjahr waren 850 Mitarbeiter beschäftigt.

### Seit 1975
Insbesondere infolge des Mauerfalls wurden alle in beiden Teilen Berlins vorhandenen Kliniken vollkommen neu geordnet. Die vorherigen staatlichen Krankenhäuser in Ost-Berlin gerieten an verschiedene Trägereinrichtungen. Der bestehende DRK-Verbund übernahm nun das Krankenhaus Köpenick.
So stellen sich die DRK Kliniken Berlin seit dem beginnenden 21. Jahrhundert als Verbund aus vier Krankenhäusern, einem Pflegeheim in Mariendorf und einem Hospiz in Köpenick dar. Mit rund 3.400 Mitarbeitern gehörte das Gesamtunternehmen zu den 26 größten Arbeitgebern der Berliner Wirtschaft. Der Jahresumsatz lag bei rund 220 Millionen Euro (beide Angaben: Stand Januar 2014).

## Qualitätskontrollen
Im März 2015 fand die Überprüfung der Qualität des Klinikverbundes durch externe Experten erstmals nach den Kriterien von KTQ (Kooperation für Transparenz und Qualität im Gesundheitswesen) statt. Der Klinikverbund wurde erfolgreich mit diesem Gütesiegel für Qualität zertifiziert.
Im März 2018 fand eine Re-Zertifizierung des Klinikverbundes durch KTQ statt und die DRK Kliniken Berlin wurden wiederum rezertifiziert.
Zusätzlich dazu wurde den DRK Kliniken Berlin im März 2018 als erster Klinikverbund in Berlin das MRE-Siegel verliehen. Das MRE-Siegel wird an Krankenhäuser und stationäre Einrichtungen vergeben, die durch qualitätssichernde Maßnahmen zur Prävention und Bekämpfung von MRE (Multi-Resistente Erreger) beitragen. Im Rahmen der Präventionsmaßnahmen haben die DRK Kliniken im September 2017 zum Beispiel ein generelles MRSA-Screening eingeführt, um MRSA-Träger frühzeitig zu identifizieren.
Die DRK Kliniken Berlin sind durch die Joint Commission International (JCI) bezüglich der international geltenden Kriterien (medizinische und pflegerische Versorgung der Patienten sowie Qualität der Behandlung) im Jahr 2002 bewertet und als zweite deutsche Klinikeinrichtung erstmals zertifiziert worden. Im Oktober 2011 erfüllte die DRK-Gruppe Berlin zum dritten Mal die JCI-Kriterien. Da die Auszeichnung (Akkreditierung) für jeweils drei Jahre gilt, lief die Referenz am 28. Oktober 2014 ab.

## Kulturelles Engagement
Unter dem Motto Kunst und Kultur im Krankenhaus werden Einzelausstellungen berühmter zeitgenössischer Künstler veranstaltet, die je 70 bis 100 Werke werden im historischen Gebäude des Westend Krankenhauses gezeigt, darunter Olav Christopher Jenssen, Georg Baselitz, Adam Jankowski, Bernd Koberling, Matthias Mansen. Kleiner Ausstellungen widmen sich Berliner Künstlern und jungen Künstlern.

## Skandale

### 2010: Verdacht auf Abrechnungsbetrug und Körperverletzungen
Am 9. Juni 2010 durchsuchten 150 Polizeibeamte und die Berliner Staatsanwaltschaft den Firmensitz in Berlin-Wilmersdorf, die großen drei Kliniken in Berlin-Gesundbrunnen, Berlin-Westend und Berlin-Köpenick, die ambulanten Behandlungszentren (MVZ) der Standorte Mitte und Westend, eine Privatklinik in Mitte sowie 18 Wohnungen in Berlin und 4 in Brandenburg.
Die Ermittlungen drehten sich um den Vorwurf falscher ärztlicher Behandlungen, um mindestens 128 gefälschte Abrechnungen und 56 Körperverletzungen. Die Staatsanwaltschaft sprach von einem „banden- und gewerbsmäßigen ärztlichen Abrechnungsbetrug“. Verhaftet wurden zwei Geschäftsführer des Kliniken-Verbundes und der Chefarzt der Radiologie im Krankenhaus Berlin-Mitte.
Die Auswertungen haben ergeben, dass 12 Assistenzärzte wissentlich und auf Anweisung die Patienten ohne die erforderliche Facharztqualifikation behandelt haben sollen, ihnen wurde deshalb in 56 Fällen gefährliche Körperverletzung vorgeworfen. Der anfangs ermittelte Schaden lag bei 170.000 Euro, insgesamt wird mit Schäden in Millionenhöhe gerechnet. Wegen Flucht- und Verdunkelungsgefahr wurden die bestehenden Haftbefehle nicht ausgesetzt, sondern nach Angaben der Justiz werden mehrjährige Freiheitsstrafen wegen Wirtschaftskriminalität für die Verdächtigen angestrebt.
Die Haftbefehle wurden mittlerweile aufgehoben. Am 30. September 2010 durchsuchten erneut 350 Polizeibeamte Versorgungszentren von DRK-Kliniken sowie 150 Wohnungen von Geschäftsführern und Ärzten.
Die Staatsanwaltschaft ermittelt inzwischen gegen mehr als 90 Beschäftigte der DRK-Kliniken (Stand Juni 2011) und kündigte den baldigen Abschluss des Verfahrens und Anklageerhebung an.
Vergleich beendet die Untersuchungen
Als Konsequenz aus dem Skandal haben die DRK Kliniken Berlin mit der Kassenärztlichen Vereinigung Berlin (KV) einen Vergleich vereinbart über die Abwicklung der ambulanten medizinischen Versorgungszentren (MVZ) an den Klinikstandorten in Mitte, Westend und Köpenick. Die ambulanten medizinischen Zentren sind nach und nach geschlossen worden. Nur in den Bereichen der Strahlenheilkunde und der Radiologie wurden am Klinikstandort Westend in Zusammenarbeit mit der KV Sonderlösungen vereinbart.
Der gemeinnützige Klinikverbund hat der KV elf Millionen Euro Honorar zurückgezahlt. Ein langwieriges Verfahren konnte damit vermieden werden. Durch Personalveränderungen in der Verwaltung wurden die Grundlagen für eine größere Professionalisierung der Administrationssysteme gelegt.

### 2015: Hygieneskandal
Gegen den am 1. Dezember 2015 zum Aufsichtsratsvorsitzenden der DRK Kliniken Berlin berufenen und ehemaligen Chef der Uniklinik Mannheim, Georg Dänzer, wird im wohl größten Hygieneskandal Deutschlands ermittelt. Die Staatsanwaltschaft hat gegen ihn Anklage wegen jahrelanger Verstöße gegen das Medizinproduktegesetz erhoben. Die Uniklinik Mannheim war von 2007 bis 2014 nicht in der Lage, OP-Instrumente nach dem Gebrauch vorschriftsmäßig zu reinigen. Dänzer wusste von der Gefahr, tat aber nichts dagegen, trotz mehrfacher Warnungen und konkreter Hinweise von Klinikärzten.

### 2023: Ermittlungen gegen Führungskraft der Berliner DRK Kliniken
Ein bisher namentlich nicht bekannter leitender Angestellter der DRK Kliniken Berlin soll sich selbst 1,6 Millionen Euro von einem Firmenkonto überwiesen haben und wurde in Untersuchungshaft genommen.

## Die Hauptstandorte

### DRK Kliniken Berlin-Köpenick
Die DRK Kliniken Berlin Köpenick (Eigenschreibweise DRK Kliniken Berlin | Köpenick) sind ein Notfallkrankenhaus in Berlin-Köpenick. Sie sind Akademisches Lehrkrankenhaus der Charité. Entstanden ist diese medizinische Einrichtung zwischen 1910 und 1914 im Bereich Amtsfeld in der damaligen Stadt Cöpenick als Kreiskrankenhaus Köpenick im Landkreis Teltow. Nach der Wende ging das Krankenhaus in das Eigentum des DRK über. Es befindet sich in der Salvador-Allende-Straße 2–8.

### DRK Kliniken Berlin-Mitte
Die DRK Kliniken Berlin-Mitte (Eigenschreibweise DRK Kliniken Berlin Mitte) sind ein Notfallkrankenhaus in Berlin-Gesundbrunnen (Drontheimer Straße 39–40) und ebenfalls Akademisches Lehrkrankenhaus der Charité.
Die Kliniken in Mitte haben am 14. Mai 2011 Berlins ersten gefäßchirurgischen Hybrid-Operationssaal, einen neuen OP-Trakt und eine neue Rettungsstelle eröffnet. Der hochmoderne Hybrid-OP ermöglicht zwei in einem: Diagnostik und Therapie können von einem Gefäßchirurgen vorgenommen werden. Der Operateur kann während großer Gefäßoperationen jederzeit Röntgenaufnahmen durchführen. Mit einem Joystick navigiert der Arzt die Röntgenanlage und die optimale Lage des Patienten. Noch während des Eingriffs wird so die Qualitätskontrolle der Behandlung durchgeführt.

### DRK Kliniken Berlin-Westend
Die DRK Kliniken Berlin Westend sind ein Notfallkrankenhaus in Berlin-Westend. Sie sind Akademisches Lehrkrankenhaus der Charité.
Während der Teilung Berlins wurde der Krankenhauskomplex am Spandauer Damm von der Freien Universität Berlin (FU) als Universitätsklinikum Charlottenburg betrieben. In den 1980er Jahren gab die FU dieses Gelände für das Rudolf-Virchow-Krankenhaus in Wedding auf.

### Wiegmann-Klinik
Die Wiegmann-Klinik (Eigenschreibweise DRK Kliniken Berlin Wiegmann Klinik) ist ein Fachkrankenhaus für Psychosomatische Medizin und Psychotherapie. Die Wiegmann-Klinik wurde 2004 in den Verbund der DRK Kliniken Berlin integriert. Seit 2005 befindet sich der Standort der Wigmann-Klinik auf dem Gelände der DRK Kliniken Berlin-Westend in einem eigens dafür umgebauten Haus. Gegründet wurde die Wiegmann-Klinik 1948 von Heinz Wiegmann (1915–1981). Von 2001 bis 2015 war Ilse-Dorothee Kress Leiterin der Klinik, von 2016 bis 2021 Robert Smolka. Das therapeutische Angebot beinhaltet Tagesklinik, Einzel-Psychotherapie, Gruppen-Psychotherapie, Gestaltungstherapie (Klinische Kunsttherapie), Konzentrative Bewegungstherapie und Musiktherapie. Seit 2021 ist Alexander Drandarevski kommissarischer Leiter.

### Kliniken Pflege und Wohnen Mariendorf
Die DRK-Schwesternschaft Berlin hat 1985 das Pflegeheim Mariendorf als stationäre Pflegeeinrichtung eröffnet. Seit umfangreichen Umbau- und Modernisierungsmaßnahmen 1997/98 kann es bis zu 159 Bewohner aufnehmen. Die Eigenschreibweise (DRK Kliniken Berlin Pflege und Wohnen Mariendorf) wurde den übrigen Kliniken angepasst.

### DRK Kliniken Berlin: Park-Sanatorium Dahlem
Das Park-Sanatorium Dahlem in Berlin-Schmargendorf ist eine Belegklinik für Chirurgie, Gynäkologie, Geburtshilfe und HNO für Patienten aller Kassen und Krankenversicherungen. Die Klinik wurde zum Ende des Jahres 2013 geschlossen, das Leistungsspektrum wurde weitestgehend in die Kliniken Westend verlegt.